# Josep Maria Espinàs
Josep Maria Espinàs i Massip (Barcelona, 7 de marzo de 1927-Ib., 5 de febrero de 2023) fue un polifacético escritor y periodista español, además fue pionero como cantautor en el movimiento de la Nova Cançó.

## Trayectoria literaria
Licenciado en Derecho por la Universidad de Barcelona en 1949, ejerció de abogado hasta 1955. Josep Maria Espinàs cuenta con una amplia obra que abarca géneros tan dispares como la novela, el ensayo, la crónica de viajes, las memorias o los libros de reportaje. Ya en 1952 colabora en la Revista Destino.  Escritor en lengua catalana principalmente, también ha sido traductor, narrador, profesor y publicista. Es asimismo el autor junto a Jaume Picas, de la letra del Himno del Fútbol Club Barcelona, con música de Manuel Valls i Gorina.
Es conocido por su faceta de articulista periodístico. Escribe un artículo diario desde 1976 en el diario Avui y, desde 1999, en El Periódico de Catalunya. Tiene obra traducida al alemán, inglés, euskera, castellano, francés, italiano, japonés, neerlandés, portugués y checo. Desde 1990 publica sus obras en la editorial Edicions La Campana, de la que es cofundador junto a Isabel Martí. En esta editorial está incluida la serie de libros "A peu per" (A pie por) diferentes comarcas catalanas y del resto de España como Galicia o Castilla, en la que refleja sus vivencias en sus viajes a pie por los diferentes escenarios naturales y sus gentes, con una apertura a los caracteres tanto paisajísticos como humanos que enlazan muy bien con la humanidad del autor.

## Nova Cançó
A finales de la década de 1960 Espinàs fue uno de los fundadores de Els Setze Jutges, grupo que inició el movimiento de la Nova Cançó. Espinàs fue uno de los cantautores de mayor interés de los primeros tiempos de la "cançó", con gran influencia de los grandes de la chanson francesa, fue precisamente el introductor y popularizador de la obra de Georges Brassens en catalán, el primer disco de "Els Setze Jutges" fue Espinàs canta Brassens. Participó activamente en las tareas de divulgación de la canción catalana, cantando por toda Cataluña durante casi diez años.
Sus canciones tenían un aire marcado por un carácter poético de cotidianidad que definían sus letras, algunos de sus discos tuvieron gran éxito popular y ganó el primer Gran Premi del Disc Català en 1963. Tomó parte en la creación y organización de la editora discográfica Concèntric, así como del local de música en directo La Cova del Drac de Barcelona, donde actuaba como presentador y cantautor. Importante es también su labor como adaptador de canciones de otras lenguas al catalán, especialmente del francés, popularizadas por ejemplo por Guillermina Motta, Mercè Madolell y Els Xipis, entre otros. También se ocupó de la crítica de canción catalana en la revista Destino. En 2007 fue galardonado con la Medalla de Honor del Parlamento de Cataluña en reconocimiento por su labor realizada para "Els Setze Jutges".

## Premios y reconocimientos[4]
- 1953 - Premio Joanot Martorell, por su primera novela "Com ganivets o flames".
- 1958 - Premio Víctor Català por Varietès.
- 1961 - Premio Sant Jordi de Novela por su novela "L'últim replà".
- 1983 - Creu de Sant Jordi
- 1995 - Premio Nacional de Periodismo de Cataluña
- 1999 - Premio "Trajectòria de la Setmana del Llibre en Català".[5]
- 2002 - Premio de Honor de las Letras Catalanas[6]
- 2006 - Premio Lletra d'Or por su libro "A peu per Mallorca".
- 2007 - Medalla de Honor del Parlamento de Cataluña por su labor de difusión de la canción catalana con Els Setze Jutges.
- 2013 - Premio "Oficio de Periodista" del Colegio de Periodistas de Cataluña.[7]
- 2013 - "Ploma d'Or" (Pluma de Oro) de la Facultad de Comunicación y el Grupo de Investigación de Historia de la Universidad Autónoma de Barcelona
- 2014 - Premio "Memorial Francesc Macià", honor que distinguía su defensa de la lengua y la cultura catalanas.
- 2015 - Medalla de Oro de la Generalidad de Cataluña.[8]

## Obra escrita[9]

### Narrativa breve
- Vestir-se per morir. Barcelona: Albertí, 1958.
- Variétés. Barcelona: Selecta, 1959.
- Els joves i els altres. Barcelona: Albertí, 1960.
- Els germans petits de tothom. Barcelona: La Galera, 1968.
- Guía de ciutadans anònims (amb dibuixos de Cesc). Barcelona: La Campana, 1993.
- Un racó de paraigua. Barcelona: La Campana, 1997.

### Novela
- Com ganivets o flames. Barcelona: Selecta, 1954.
- Dotze bumerangs. Barcelona: Albertí, 1954.
- El gandul. Barcelona: Selecta, 1955.
- Tots som iguals. Barcelona: Aymà, 1956.
- La trampa. Barcelona: Albertí, 1956.
- L´home de la guitarra. Barcelona: Albertí, 1957.
- Combat de nit. Barcelona: Aymà, 1959.
- L´últim replà. Barcelona: Club Editor, 1962.
- La collita del diable. Barcelona: Alfaguara, 1968.
- Vermell i passa. Barcelona: La Campana, 1992.

### Prosa no de ficción
- Les comarques del Principat. Barcelona: Edicions de la Rosa Vera, 1970. Con grabados de Jaume Pla.
- Petit observatori. Barcelona: Pòrtic, 1971.
- La gent tal com és. Barcelona: Selecta, 1971.
- Visions de Cadaqués. Barcelona: Grup 33, 1978.
- Els nostres objectes de cada dia. Barcelona: Ed. 62, 1981.
- El teu nom és Olga. Barcelona: La Campana, 1986. Son diecisiete cartas escritas a su hija Olga, con síndrome de Down, fallecida el 7 de febrero de 2019.[10]
- Inventari de jubilacions. Barcelona: La Campana, 1992.
- L'ecologisme és un egoisme. Barcelona: La Campana, 1993.
- Entre els lectors i jo. Barcelona: La Campana, 2012.

### Prosa no de ficción (Viajes)
- Viatge al Pirineu de Lleida. Barcelona: Selecta, 1957; Barcelona: La Campana, 2000.
- Viatge al Priorat. Barcelona: Selecta, 1962; Barcelona: La Campana, 2000.
- Viatge a la Segarra. Barcelona: Dopesa, 1972; Barcelona: La Campana, 2000.
- A peu per la Terra Alta. Barcelona: La Campana, 1989.
- A peu per la Llitera. Barcelona: La Campana, 1990.
- A peu per l'Alt Maestrat. Barcelona: La Campana, 1991.
- A peu pels camins de cendra. Barcelona: La Campana, 1994.
- A peu per l'Alcalatén. Barcelona: La Campana, 1996.
- A peu pel Matarranya. Barcelona: La Campana, 1996.
- A peu pel Comtat i la Marina. Barcelona: La Campana, 1998.
- A peu per Castella. Barcelona: La Campana, 1999.
- A peu pel País Basc. Barcelona: La Campana, 2000.
- A peu per Extremadura. Barcelona: La Campana, 2001.
- A peu per Mallorca sense veure el mar. Barcelona: La Campana, 2005.
- A peu per Aragó. El Somontano. Barcelona: La Campana, 2006.
- A peu per l'Alt Camp. Barcelona: La Campana, 2007.
- A peu per Múrcia. Barcelona: La Campana, 2009.

### Prosa no de ficción (Periodismo literario)
- A la vora de l'Avui (6 vol.). Barcelona: La Llar del Llibre, 1977-1987.
- Una vida articulada. Barcelona: Edicions La Campana, 2013.

### Prosa no de ficción (Memorias)
- El nen de la plaça Ballot. Barcelona: La Campana, 1988.
- Relacions Particulars. Barcelona: La Campana, 2007.
- El meu ofici. Barcelona. La Campana, 2008.

### Prosa no de ficción (Retratos literarios y entrevistas)
- Josep M. de Sagarra. Barcelona: Alcides, 1962.
- Identitats (3 vol.). Barcelona: La Campana, 1985-1988.
- Lluís Llach. Història de les seves cançons explicada a Josep Maria Espinàs: La Campana, 1986.

### Otras obras
- Carrers de Barcelona. Barcelona: Selecta, 1961.
- Barcelona, blanc i negre (con Xavier Miserachs). Barcelona: Aymà, 1964.
- Això també és Barcelona. Barcelona: Lumen, 1965.
- Els germans petits de tothom. Barcelona: La Galera, 1988.
- Viatge pels grans magatzems. Barcelona: La Campana, 1993.
- Les 26 cançons infantils. Barcelona: La Campana, 2010. Junto a Francesc Burrull con prólogo de Lluís Llach. Incluye grabación en CD con las 26 canciones infantiles editadas en cuatro discos de 1967 a 1970.

### Teatro
- És perillós fer-se esperar. Barcelona: Nereida, 1959. Pasó al cine como Distrito Quinto del director Julio Coll

### Obra escrita en castellano
- Guía del Pirineo de Lérida, 1958 [Prosa no de ficción: viajes].
- Guía de Tarragona, Barcelona: Ed. Noguer, 1964 [Prosa no de ficción: viajes].
- Pi de la Serra, Oviedo: Ed. Júcar, 1974 [Prosa no de ficción].

## Discografía[11]
- Espinàs canta Brassens (Josep Maria Espinàs) [1962]
- Cançons tradicionals catalanes (Josep Maria Espinàs) [1962]
- Espinàs canta les seves cançons (Josep Maria Espinàs) [1963]
- Nadal a casa (Josep Maria Espinàs - Maria Cinta) [1963]
- Tu no estàs sol (Josep Maria Espinàs) [1963]
- Josep Maria Espinàs i orquestra (Josep Maria Espinàs) [1964]
- Els planificadors (Josep Maria Espinàs) [1965]
- Els noctàmbuls (Josep Maria Espinàs) [1966]